# Тэнианот
Тэнианот, или парусный морской ёрш (лат. Taenianotus triacanthus), — вид лучепёрых рыб из трибы Scorpaenini семейства скорпеновых. Единственный вид в одноимённом роде (Taenianotus).

## Описание
Длина тела тэнианота около 10 см. Окрас варьирует от зелёного, красного, розового, коричневого, охристого и желтоватого до белого. Рыба плоская, почти как лист, и во многом его напоминает. Голова и рот большие. Через глаза проходит тёмная линия. Большой спинной плавник начинается прямо за глазами и включает 12 шипов и 8—11 мягких лучей. Анальный плавник включает три шипа и пять или шесть мягких лучей. Яд Taenianotus triacanthus значительно слабее, чем яд крылаток и бородовчаток. На коже часто имеются пятна, усиливающие эффект маскировки. У этой рыбы есть придатки вокруг рта, и иногда на ее коже растут настоящие водоросли и гидроиды.
Эта рыба линяет каждые 10—14 дней и может менять окрас после линьки.

## Поведение
Taenianotus triacanthus напоминает опавший лист, лежащий в воде. Чтобы усилить этот камуфляж, она даже делает легкие боковые движения, чтобы напоминать дрейфующий инертный объект. Это засадный хищник, поджидающий подходящую добычу, рыбок или креветок. Затем он медленно подкрадывается к жертве на грудных плавниках. Подобравшись достаточно близко, рыба втягивает добычу, внезапно распахнув пасть.

## Распределение и среда обитания
Вид широко распространён от восточноафриканского побережья и Красного моря до тропического Индо-Тихоокеанского региона, к северу от Галапагосских островов, островов Рюкю, Гавайев и побережья Нового Южного Уэльса. Этот вид можно найти в тропических водах на коралловых рифах, от мелководья до глубины 130 м.

Тэнианот:
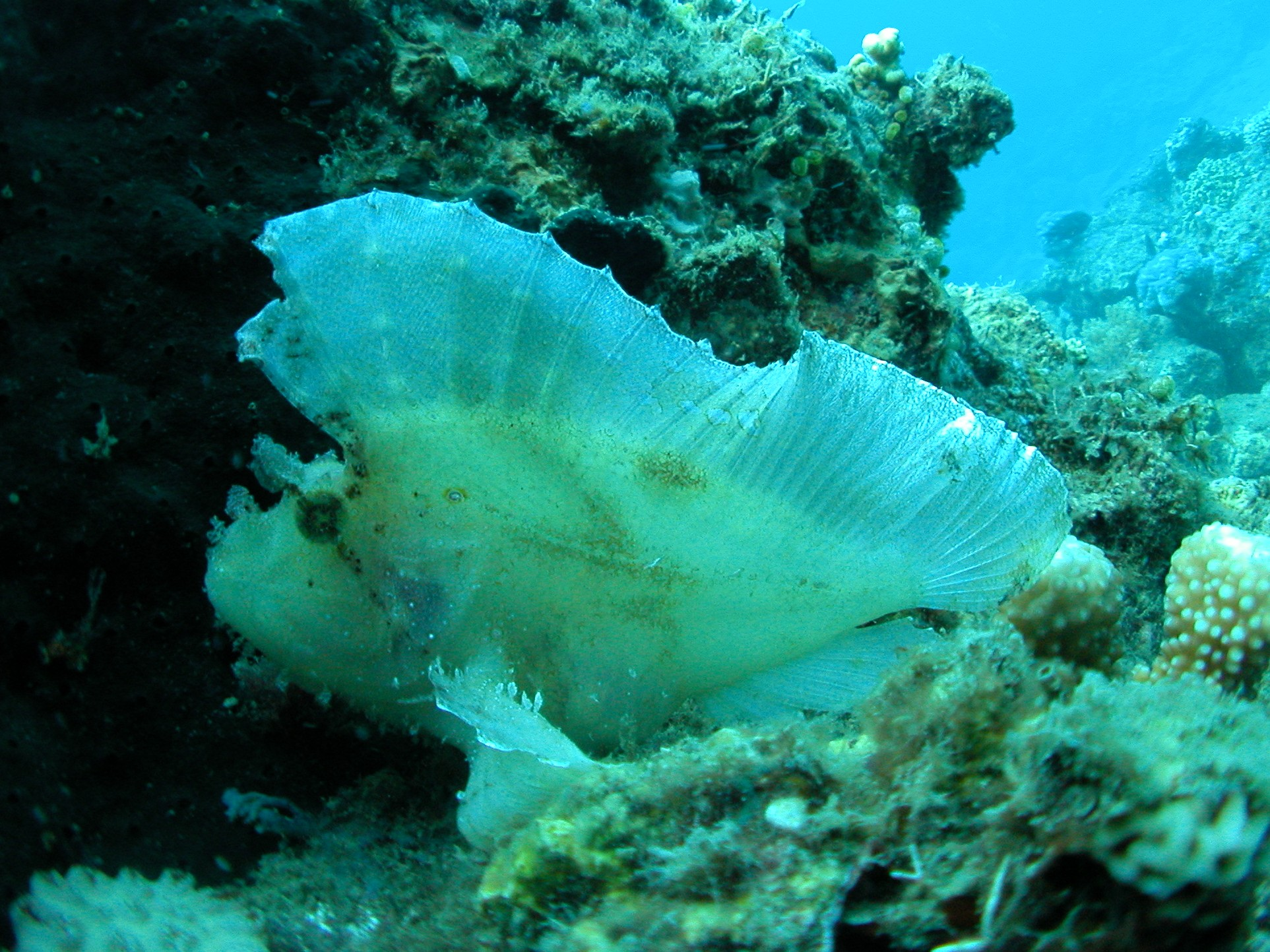
у побережья Вьетнама
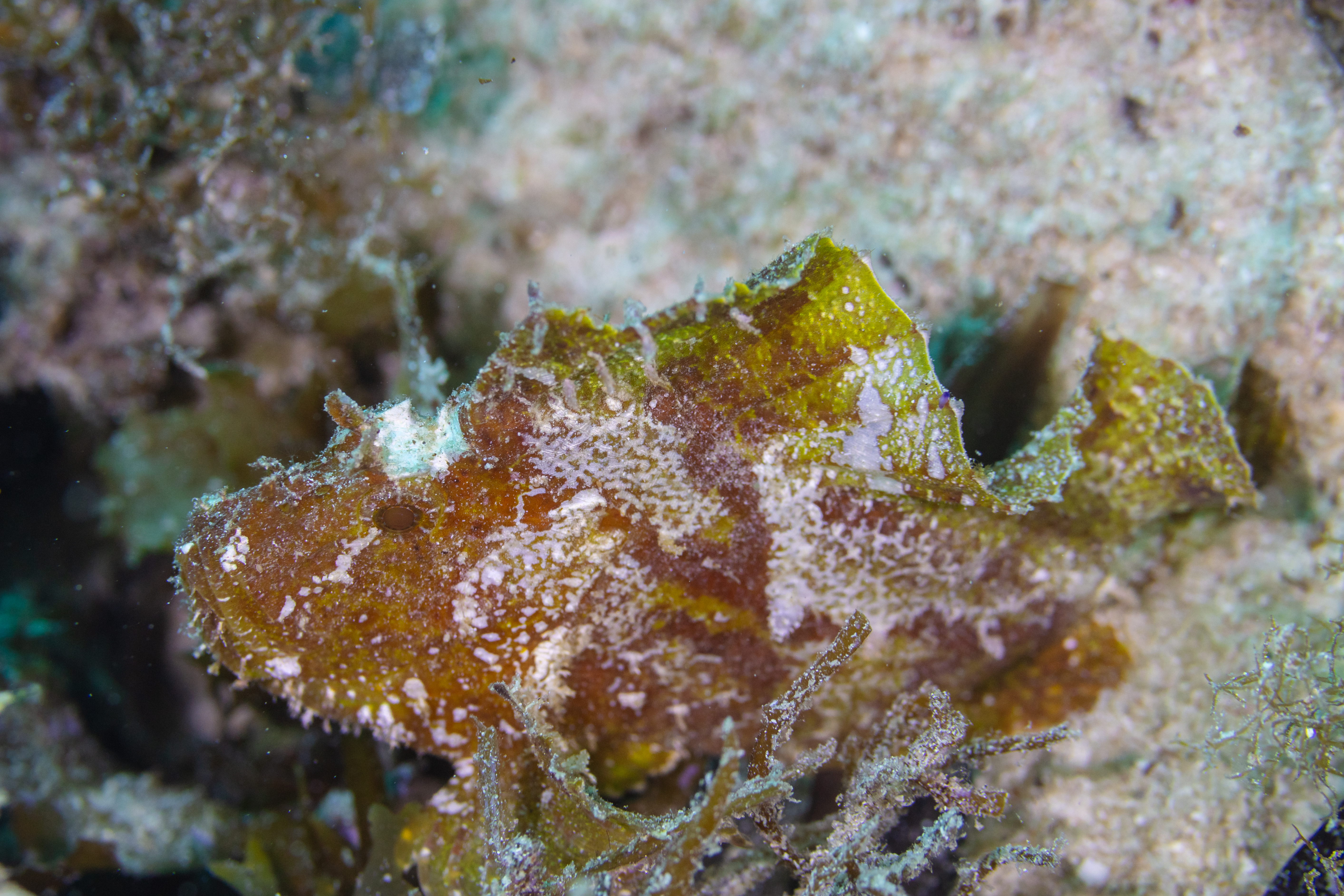
у острова Бунакен
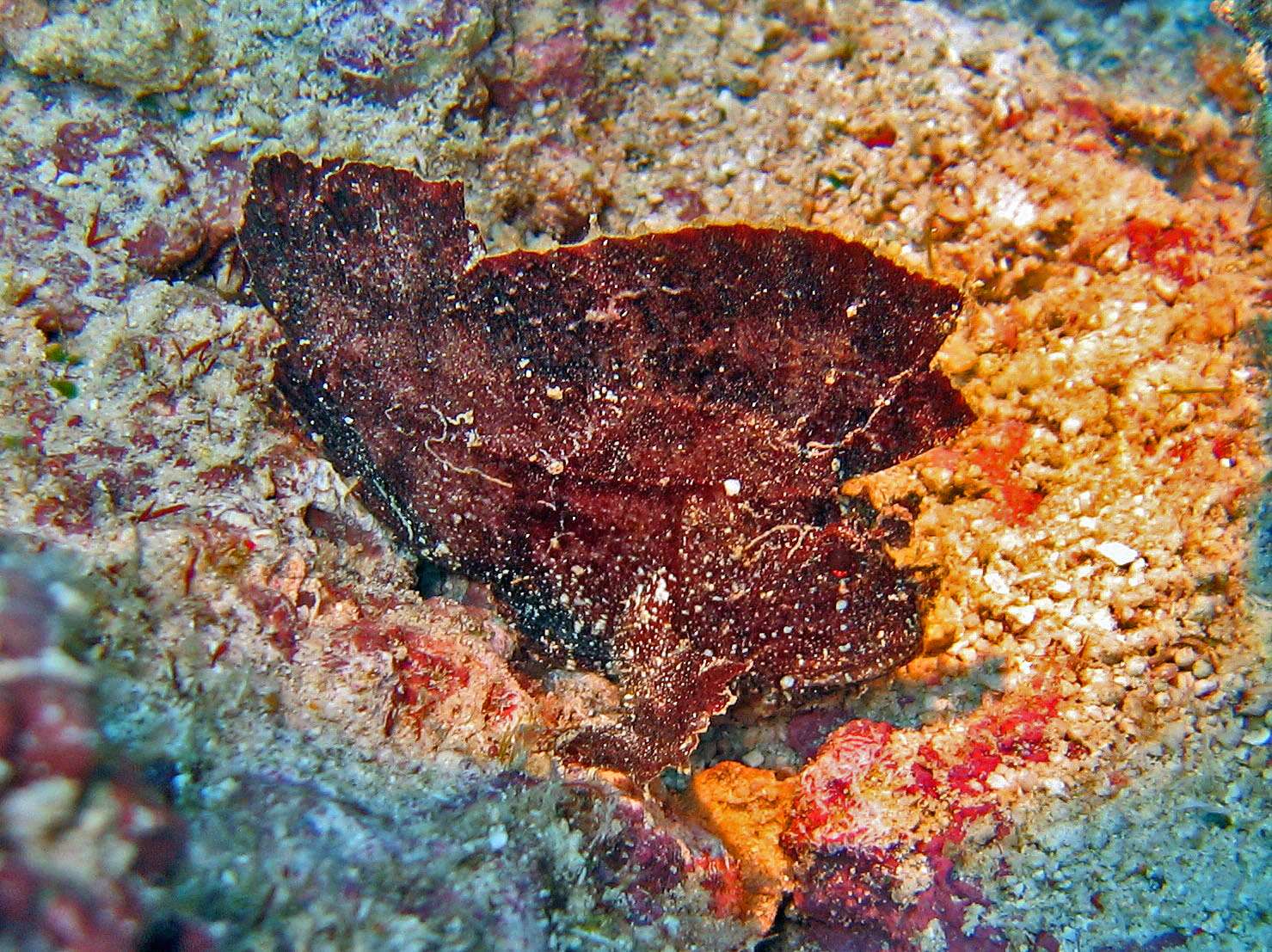
у берегов Калимантана
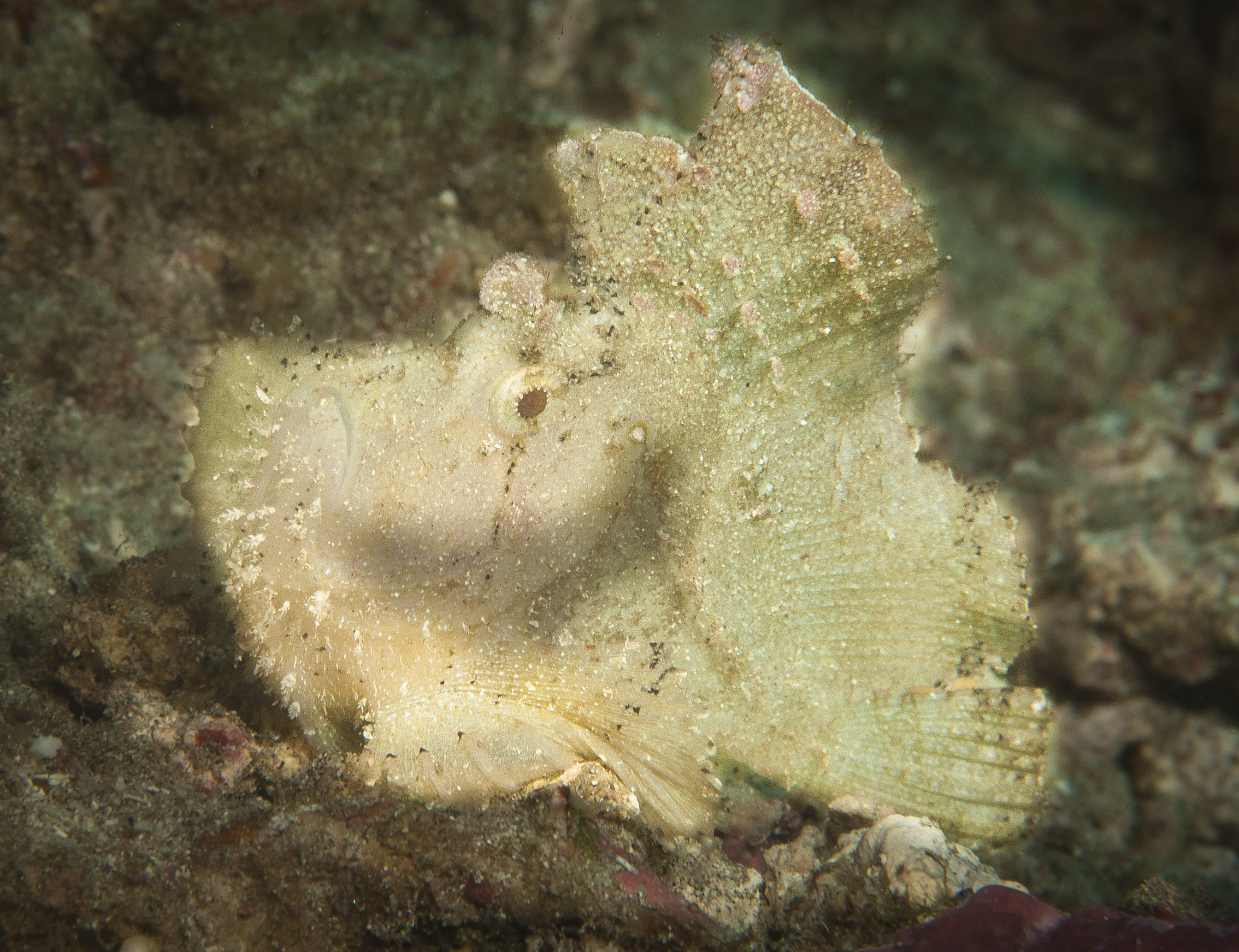
на песчаном дне